# 투뉴쿠크
투뉴쿠크(고대 튀르크어: 𐱃𐰆𐰪𐰸𐰸 Tonyuquq, 한국 한자: 暾欲谷 돈욕곡, 646년 ~ 726년)는 돌궐 제2제국의 바가타르칸(군사 지도자)로, 네 명의 카간을 섬겼으며 그 중 빌게 카간이 유명하다.
투뉴쿠크는 돌궐의 반란에 가담하여 돌궐이 당 제국에 맞설 수 있도록 하는데 큰 역할을 했다. 카파간 카간이 죽은 뒤 퀼테긴과 빌게가 카파간의 아들 이넬 카간을 몰아낼 때 투뉴쿠크는 가담하지 않았고, 퀼테긴 일파가 승리한 뒤 일시적으로 하야했다. 그러나 빌게는 투뉴쿠크를 다시 중용하였다.

## 투뉴쿠크가 등장한 작품
- 《대조영》 (KBS, 2006년~2007년, 배우: 김성훈)